# Kernkampella coimbatorica
Kernkampella coimbatorica är en svampart som först beskrevs av T.S. Ramakr. & Sundaram, och fick sitt nu gällande namn av G.F. Laundon 1975. Kernkampella coimbatorica ingår i släktet Kernkampella och familjen Raveneliaceae.   Inga underarter finns listade i Catalogue of Life.